# Nikola Kalinić
Nikola Kalinić (nascut el 5 de gener de 1988) és un futbolista croat que actualment juga com a davanter a l'A.S. Roma (cedit per l'Atlètic de Madrid).

## Palmarès
Atlético de Madrid
- 1 Supercopa d'Europa: 2018[1]